# Гуго де Морвиль, констебль Шотландии
Гуго де Морвиль (англ. Hugh de Morville; ум. 1162) — феодальный барон Лодердейла и Каннингема, констебль Шотландии, нормандский дворянин на службе у короля Шотландии Давида I.
Гуго впервые упоминается в источниках около 1115 года в свите будущего короля Давида I, получив от того ряд владений в Северной Англии. После восхождения Давида на трон Гуго быстро утвердился в качестве одного из его ближайших придворных. Позже он занял пост констебля Шотландии, а также получил в управление стратегически важный феод в северном Уэстморленде, ставший ядром феодальной баронии Эпплби. Он участвовал в военном вторжении Давида I в Северную Англию и назван в числе пяти шотландских магнатов, которые, в соответствии с условиями договора, обязались оставить английскому королю Стефану Блуасскому заложников. Он сохранил своё положение и после смерти Давида I, однако в 1158 году был вынужден отказаться от владений в Уэстморленде в пользу своего сына Гуго Младшего.

## Происхождение
Гуго де Морвиль происходил из нормандского рода Морвилей, получившего прозвание от селения Морвиль, расположенного неподалёку от города Валонь на полуострове Котантен в современном французском департаменте Манш Нормандии. Однако неизвестно, кем были его родители.
Историк Джеффри Бэрроу высказал предположение, что Гуго мог быть сыном Ричарда де Морвиля, имя которого присутствует в качестве свидетеля на хартиях, которые Ричард де Редверс дал Монтебургу и церкви святой Марии в замке Неу. При этом другой историк, Кэтрин Китс-Роэн, приводит список детей Ричарда де Морвиля, и имени Гуго среди них нет.

## Биография
Год рождения Гуго неизвестен. После того, как королём Англии в 1106 году стал Генрих I Боклерк, он передал некоторые владения в Котантене шотландскому принцу Давиду, который в 1113 году женился на Матильде Хантингдонской, благодаря чему стал графом Хантингдона и получил в приданое её обширные владения в Северной Англии. Около 1115 года в свите шотландского принца появляется Гуго де Морвиль, который получил от своего сюзерена ряд владений — Бозит в Нортгемптоншире и Уиссендин в Ратленде, входивших в состав Хантингдонского манора.
После того, как Давид в 1124 году стал королём Шотландии (под именем Давида I), Гуго де Морвиль достаточно быстро утвердился в качестве одного из его ближайших придворных. В период с 1124 по 1162 год Гуго засвидетельствовал как минимум 108 дошедших до нашего времени королевских хартий. Роль Гуго подчёркивается тем, что он получил от короля стратегически важный феод в Лодердейле, который он укрепил, построив замок Лодер. Скорее всего Давид I передал своему вассалу ещё один феод — Каннингем, центром которого стал замок Эрвин.
В рамках «модернизации» Шотландского королевства, предпринятого Давидом I, был преобразован и королевский двор. Ключевые роли при нём стали играть констебль и стюард. Констеблем, который во время войны отвечал за командование королевской армией, в итоге стал Гуго де Морвиль. Неизвестно, когда точно он получил эту должность. Возможно, что он был констеблем уже в 1138 году, когда участвовал в военном вторжении в Северную Англию Давида I, который воспользовался борьбой за власть в Англии между Стефаном Блуасским и Матильдой, племянником и дочерью Генриха I Боклерка соответственно. Несмотря на поражение шотландской армии в битве штандартов 22 августа 1138 года, Стефан, испытывавший трудности в Южной Англии, 9 апреля 1139 года был вынужден по Даремскому договору фактически уступить контроль над землями между Тисом и Твидом. Гуго назван в числе пяти шотландских магнатов, которые в соответствии с условиями договора оставили английскому королю заложников.
Впервые в качестве констебля Гуго де Морвиль упоминается 1 ноября 1140 года. В то же время ранее назначенный королём констебль Эдвард Сивардссон сохранял свою должность примерно до 1144 года, деля её с Гуго.
С 1141 года Давид I сосредоточил свои усилия на управлении своими увеличившимися владениям. Именно тогда, судя по всему, он передал Гуго стратегически важный феод в северном Уэстморленде, где он перестроил замок Эпплби. Позже эти владения стали ядром феодальной баронии Эпплби. Возможно, что он также имел владения в Южном Уэстморленде.
Гуго сохранил своё положение и пост констебля и после смерти Давида I в 1153 году, когда престол перешёл к Малькольму IV. Однако в 1158 году он был вынужден отказаться от владений в Уэстморленде, поскольку король Генрих II Плантагенет согласился сохранить их в роду Морвилей только при условии, что Гуго передаст их своему сыну, Гуго Младшему.
Незадолго до смерти Морвиль постригся в монахи в аббатстве Драйбург, где и умер, вероятно, в 1162 году.

## Брак и дети
Жена Беатрис де Бошан происходит из рода Бошанов из Бедфорда, однако точно не установлено, кто именно были её родители. Возможно, она была дочерью Роберта де Бошана, младшего сына Гуго де Бошана, барона Беддфорда, и сестрой Миля и Пейна де Бошан. С ней связана история, рассказанная Уильямом Кентерберийским, биографом Томаса Бекета. В ней говорится о том, что Беатрис воспылала страстью к некоему юноше по имени Литульф, а после того, как тот её отверг, подстроила, чтобы тот пришёл к её мужу с обнажённым мечом, из-за чего был сварен заживо в масле. Однако исследователи сомневаются в историчности этой истории.
В их браке родилось несколько детей:
- Гуго де Морвиль (ум. 1173/1174), один из убийц Томаса Бекета[10][2];
- Ричард де Морвиль (ум. 1189/1190), феодальный барон Лодердейла и Каннингема и констебль Шотландии с 1162[10][2];
- Малькольм де Морвиль (ум. 1174)[2];
- Ада де Морвиль; муж: Роджер Бертрам, барон Митфорда в Нортумберленде[2];
- Мод; муж: Уильям де Вьепон (ум. до 1203)[2].

Также возможно, что сыном Гуго был Симон де Морвиль (ум. 1167).

## Наследство
Ещё при жизни отца в 1158 году владения Гуго де Морвиля в Английском королевстве перешли к его старшему сыну Гуго, который получил известность как один из убийц Томаса Бекета. Он сделал успешную карьеру при Генрихе II Плантагенете и умер, вероятно, в 1173 или 1174 году. Его часто путают с Гуго де Морвилем (ум. 1202), бароном Бург-бай-Сандса. Гуго Младший, судя по всему, женат не был и детей не оставил, часть его земель в Уэссексе унаследовала его сестра Мод и её муж Уильям де Вьепон. Шотландские же владения и должность констебля Шотландии унаследовал другой сын, Ричард де Морвиль. Его единственный сын умер бездетным, в результате чего наследницей его владений стала дочь Элен, которая была замужем за Лохланном Галлоуэйским.
Ещё один сын Гуго, Малькольм, погиб на охоте, не оставив наследников.